# Твентінайн-Палмс
Твентінайн-Палмс (англ. Twentynine Palms) — місто (англ. city) в США, в окрузі Сан-Бернардіно штату Каліфорнія. Населення — 28 065 осіб (2020).

## Географія

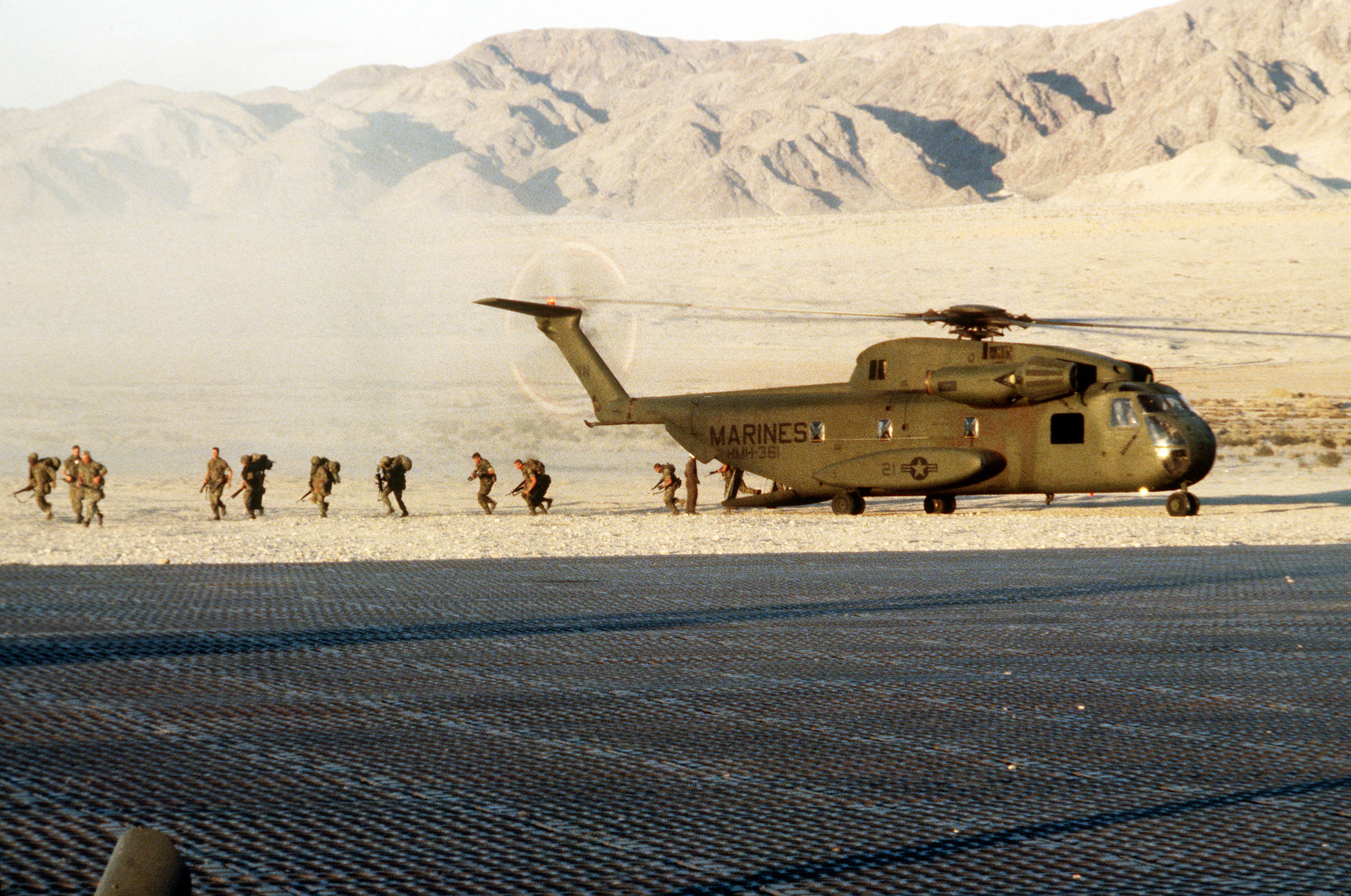
На військовій базі Твентінайн-Палмс, 1981

Твентінайн-Палмс розташований за координатами 34°8′54″ пн. ш. 116°3′56″ зх. д. / 34.14833° пн. ш. 116.06556° зх. д. (34.148313, -116.065526) у південній частині Каліфорнії у пустелі Мохаве. За даними Бюро перепису населення США в 2010 році місто мало площу 153,18 км², уся площа — суходіл.
Твентінайн-Палмс розташоване на відстані . Середня висота над рівнем моря — 605—610 метрів. У міста розташована військова база Твентінайн-Палмс (з 1952 року), на якій базується центр управління бойовими діями наземних військ та авіації морської піхоти.
Через місто проходить автомагістраль California State Route 62.

### Клімат
Максимальна зафіксована температура в місті була 11 липня 1961 і склала 48 ° С, мінімальна — 23 грудня 1990 (-12 ° С). Оскільки місто розташоване в пустелі, то в середньому 90 днів на рік денна температура перевищує 38 ° С, а 155 днів на рік — 32 ° С; двадцять чотири ночі в році температура опускається нижче нуля.
| Клімат : Твентінайн-Палмс             | Клімат : Твентінайн-Палмс | Клімат : Твентінайн-Палмс | Клімат : Твентінайн-Палмс | Клімат : Твентінайн-Палмс | Клімат : Твентінайн-Палмс | Клімат : Твентінайн-Палмс | Клімат : Твентінайн-Палмс | Клімат : Твентінайн-Палмс | Клімат : Твентінайн-Палмс | Клімат : Твентінайн-Палмс | Клімат : Твентінайн-Палмс | Клімат : Твентінайн-Палмс | Клімат : Твентінайн-Палмс |
| Показник                              | Січ.                      | Лют.                      | Бер.                      | Квіт.                     | Трав.                     | Черв.                     | Лип.                      | Серп.                     | Вер.                      | Жовт.                     | Лист.                     | Груд.                     | Рік                       |
| Абсолютний максимум, °C               | 29,4                      | 32,2                      | 35,0                      | 38,9                      | 44,4                      | 47,2                      | 47,8                      | 46,7                      | 45,6                      | 41,1                      | 33,9                      | 33,3                      | 47,8                      |
| Середній максимум, °C                 | 16,4                      | 18,5                      | 22,4                      | 26,6                      | 31,8                      | 36,7                      | 39,3                      | 38,3                      | 34,8                      | 28,2                      | 20,8                      | 15,6                      | 27,4                      |
| Середня температура, °C               | 10,6                      | 12,4                      | 15,7                      | 19,3                      | 24,4                      | 28,8                      | 31,9                      | 31,2                      | 27,4                      | 21,0                      | 14,3                      | 9,9                       | 20,6                      |
| Середній мінімум, °C                  | 4,9                       | 6,3                       | 9,0                       | 12,1                      | 16,9                      | 20,9                      | 24,6                      | 24,0                      | 20,0                      | 13,8                      | 7,9                       | 4,3                       | 13,7                      |
| Абсолютний мінімум, °C                | −11,7                     | −7,8                      | −5                        | −1,7                      | 0,6                       | 6,1                       | 11,7                      | 11,1                      | 3,3                       | −4,4                      | −10                       | −12,2                     | −12,2                     |
| Норма опадів, мм                      | 13                        | 14                        | 11                        | 3                         | 2                         | 0                         | 14                        | 20                        | 10                        | 5                         | 6                         | 14                        | 112                       |
| Днів з опадами                        | 3,2                       | 3,2                       | 2,5                       | 1,2                       | 0,8                       | 0,2                       | 1,6                       | 2,6                       | 1,6                       | 1,1                       | 1,2                       | 2,4                       | 21,6                      |
| ------------------------------------- | ------------------------- | ------------------------- | ------------------------- | ------------------------- | ------------------------- | ------------------------- | ------------------------- | ------------------------- | ------------------------- | ------------------------- | ------------------------- | ------------------------- | ------------------------- |
| Джерело: NOAA (extremes 1935–present) |                           |                           |                           |                           |                           |                           |                           |                           |                           |                           |                           |                           |                           |

## Демографія
Згідно з переписом 2010 року, у місті мешкало 25 048 осіб у 8095 домогосподарствах у складі 5847 родин. Густота населення становила 164 особи/км².  Було 9431 помешкання (62/км²).
Расовий склад населення:
| - 71,6 % — білих - 8,2 % — чорних або афроамериканців - 3,9 % — азіатів - 1,4 % — вихідців з тихоокеанських островів - 1,3 % — корінних американців - 6,7 % — осіб інших рас |

До двох чи більше рас належало 6,9 %. Частка іспаномовних становила 20,8 % від усіх жителів.
За віковим діапазоном населення розподілялося таким чином: 25,6 % — особи молодші 18 років, 68,6 % — особи у віці 18—64 років, 5,8 % — особи у віці 65 років та старші. Медіана віку мешканця становила 23,5 року. На 100 осіб жіночої статі у місті припадало 129,0 чоловіків;  на 100 жінок у віці від 18 років та старших — 139,9 чоловіків також старших 18 років.
Середній дохід на одне домашнє господарство  становив 53 178 доларів США (медіана — 41 582), а середній дохід на одну сім'ю — 55 159 доларів (медіана — 43 821). Медіана доходів становила 29 179 доларів для чоловіків та 39 792 долари для жінок. За межею бідності перебувало 17,9 % осіб, у тому числі 19,8 % дітей у віці до 18 років та 9,6 % осіб у віці 65 років та старших.
Цивільне працевлаштоване населення становило 5833 особи. Основні галузі зайнятості: публічна адміністрація — 30,5 %, мистецтво, розваги та відпочинок — 19,3 %, освіта, охорона здоров'я та соціальна допомога — 15,3 %.